# (39543) Aubriet
(39543) Aubriet est un astéroïde de la ceinture principale.

## Description
(39543) Aubriet est un astéroïde de la ceinture principale. Il fut découvert le 6 août 1991 à La Silla par Eric Walter Elst. Il présente une orbite caractérisée par un demi-grand axe de 2,79 UA, une excentricité de 0,15 et une inclinaison de 8,5° par rapport à l'écliptique.

## Compléments